# Capela de São Frutuoso

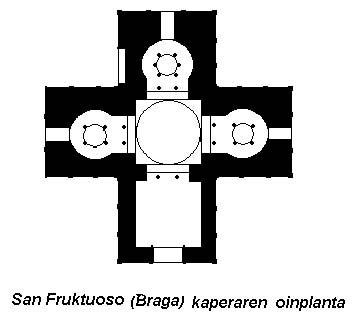
Capela de São Frutuoso: planta cruciforme.

A Capela de São Frutuoso, também referida como Capela de São Frutuoso de Montélios ou Capela de São Salvador de Montélios, localiza-se na freguesia de Real, Dume e Semelhe, município de Braga, distrito de mesmo nome, em Portugal.
Foi declarada Monumento Nacional em 1944.

## História
Foi edificada por iniciativa de São Frutuoso, bispo de Braga e de Dume na segunda metade do século VII, sendo designada como Capela de São Salvador de Montélios.
A toponímia "Montélios" tem o significado de "Monte Pequeno". Diversas doações dos séculos IX e X referem este monte, as quais estão patentes no livro Liber Fidei. Nas Inquirições de Dinis de Portugal o local encontra-se referido como "Montêlhos".
Durante o século XVII, foi incorporada no Convento de São Francisco (Braga), cuja igreja é atualmente sede da paróquia de São Jerónimo de Real. O Arcebispo D. Diogo de Sousa impediu a destruição da capela, obrigando o novo edifício a ser construído ao lado desta.
Encontra-se classificada como Monumento Nacional pelo Decreto nª 33.587, publicado no DG nº 63, de 27 de março de 1944.

## Características
Constitui-se em uma capela de pequenas dimensões, em estilo pré-Românico, com traça Suevo-visigótica, aparentemente inspirada nos mausoléus bizantinos.
O seu interior é considerado como exemplar único da Arquitetura da alta Idade Média Galaica.